# Fox Kids
Fox Kids var en barnkanal i USA under perioden 8 september 1990 – 7 september 2002. Den ägdes av Fox Television Entertainment och sände måndag–fredag eftermiddag samt lördag morgon.
Nedläggningen av Fox Kids var en följd av Walt Disney Company uppköp av företaget. Disney valde att istället lansera barnkanalen Playhouse Disney på Fox Kids kanalplatser i USA.
I övriga världen blev Fox Kids kanalen Jetix, däribland den svenska versionen av kanalen. Jetix användes också som ett namn på ett programblock på kanalerna ABC Family och Toon Disney i USA.

## Serier
Fox Kids visade serier som till exempel
- Knorrköping
- Katten Nisse
- Eek!
- Tick
- Småsjöodjuren
- Biet Bertils säkerhetstips
- Louie & Co.
- Gullivers resor
- Oliver Twist
- Peter Pan
- Peter Pan och piraterna
- Den lilla sjöjungfruns äventyr
- So Little Time
- Sockernos
- Super Mario Show
- Spider-Man
- Sophie & Virginie
- Jim Guldknapp
- Walter Melon
- John Candy
- Den magiska skolbussen
- Dom lyckliga familjerna
- Oggy och kackerlackorna
- Prinsessan Sissi
- Lisa
- Pokémon
- Digimon
- Medabots
- Totally Spies
- Hamtaro
- Kommissarie Gadget
- Jakob Två-Två
- Dennis
- De tre vännerna och Jerry
- Bobbys värld
- Familjen Vavaddå
- Iznogoud
- UBOS
- Winx Club

### Fotnoter
1. ↑  Fox Kids når fler barn - DN.SE
2. ↑  Allt Om Media
3. ↑  Schneider, Michael (9 september 2001). ”Fox Kids net adopted by Fox TV Ent.”. Variety. http://www.variety.com/article/VR1117852436.html. Läst 13 augusti 2009.
4. ↑  Tomlinson, Heather (28 juli 2001). ”Murdoch parts with the Power Rangers and the preacher man”. The Independent (London). https://www.independent.co.uk/news/business/analysis-and-features/murdoch-parts-power-rangers-and-preacher-man-9210490.html. Läst 20 augusti 2010.
5. ↑  Cerone, Daniel (20 februari 1993). ”Animated Series Has Helped Fox Challenge the Other Networks on Saturday Mornings”. Los Angeles Times. http://articles.latimes.com/1993-02-20/entertainment/ca-117_1_fox-affiliate. Läst 15 oktober 2010.